# Barbara Acklin
Bárbara Jean Acklin (28 de febrero de 1943-27 de noviembre de 1998) fue una cantante y compositora de soul estadounidense, que tuvo más éxito en los años sesenta y setenta. Su mayor éxito como cantante fue "Love Makes a Woman" (1968). Como compositora, es más conocida por haber coescrito la exitosa película Have You Seen Her (1971) con Eugene Record, vocalista de los Chi-Lites.

## Vida y carrera
Acklin nació en Oakland (California) y se mudó con su familia a Chicago (Illinois) en 1948. Se le alentó a cantar cuando era niña; a la edad de 11 años, cantó regularmente como solista en la Iglesia Bautista New Zion y cuando era adolescente comenzó a cantar en clubes nocturnos en Chicago. Tras graduarse en el Instituto Vocacional Dunbar, trabajó como secretaria en St. Lawrence Records. Su primer disco fue lanzado en la filial de la etiqueta de agente especial, bajo el seudónimo de Barbara Allen, y fue producido por su primo, productor y saxofonista Monk Higgins. También trabajó como cantante de acompañamiento en Chess Records en grabaciones de Fontella Bass, Etta James, Koko Taylor y otras producidas por Higgins.
En 1966, comenzó a trabajar como recepcionista en la oficina de Chicago de Brunswick Records, donde envió grabaciones demo de algunas de sus propias canciones al productor Carl Davis. Una de sus canciones, "Whispers (Gettin 'Louder)", que había coescrito con David Scott, anteriormente de The Five Du-Tones, fue grabada por Jackie Wilson y se convirtió en su mayor éxito durante tres años, alcanzando el no. 5 en el cuadro de Billboard R & B y no. 11 en el Billboard Hot 100. Wilson luego ayudó a asegurarle un contrato de grabación con Brunswick. Sus primeros dos sencillos para el sello fueron infructuosos, pero el tercero, "Show Me the Way To Go", un dúo con Gene Chandler, alcanzó la tabla de R & B. Ella comenzó a escribir canciones con otro artista de grabación de Brunswick, Eugene Record, vocalista de los Chi-Lites; algunas, pero no todas, las fuentes afirman que luego se casaron. Co-escribieron para Peaches and Herb el éxito "Two Little Kids", antes de que Record y Davis coescribieran y produjeran el primer y único éxito en solitario de Acklin, "Love Makes a Woman"; los otros coguionistas fueron el arreglista Sonny Sanders y el guitarrista Gerald Sims. El sencillo llegó a no. 3 en la tabla de R & B y no. 15 en la tabla pop de Estados Unidos en julio de 1968, y ganó un premio BMI.
Acklin continuó teniendo una serie de éxitos en Brunswick durante los siguientes cuatro años, incluyendo "From the Teacher to the Preacher" otro dúo con Chandler, y éxitos en solitario "Just Is not No Love" y "Am I the Same Girl" , producido por Record. La pista de acompañamiento instrumental de "Am I the Same Girl", con el piano reemplazando la voz de Acklin, se convirtió en un éxito mayor cuando se lanzó como "Soulful Strut" de Young-Holt Unlimited. "Am I the Same Girl" fue cubierto en el Reino Unido por Dusty Springfield (UK n.º 43, 1969). Acklin también lanzó varios álbumes en el sello de Brunswick: Love Makes a Woman (1968), Seven Days of Night (1969), Somese Else's Arms (1970), I Did It (1971) y I Call It Trouble (1973).
Al mismo tiempo, continuó su exitosa colaboración de escritura con Eugene Record. Impresionados por los monólogos en el álbum de Isaac Hayes Hot Buttered Soul (1969), Record y Acklin escribieron "Have You Seen Her", que originalmente era una canción del álbum de Chi-Lites (For God's Sake). "Dale más poder a la Gente" (1971) antes de ser lanzado como sencillo. Llegó a no. 1 en la tabla de R & B y no. 3 en el gráfico pop de EE. UU., Y dos veces llegó al top 10 del Reino Unido (n. ° 3 en 1972 y n. ° 5 en 1975). En 1990, la canción se convirtió en un top 10 de nuevo, cuando fue grabado por MC Hammer. Record y Acklin co-escribieron varias otras canciones exitosas para los Chi-Lites, incluyendo "Stoned Out of My Mind" (R & B n. ° 2, 1973), "Toby" (R & B n. ° 7, 1974), y "Too Good To Be Forgotten "(Reino Unido n. ° 10, 1975).
En 1974, Acklin se mudó a Capitol Records. Su primer sencillo para la etiqueta, "Gotas de lluvia", fue coescrito por Acklin y producido por el exproductor de Brunswick, Willie Henderson. Se convirtió en su mayor éxito en la lista de R & B durante seis años (n.° 14) y también lanzó el álbum, A Place in the Sun. Sin embargo, las grabaciones posteriores tuvieron menos éxito y fue descartada por la etiqueta en 1975.
Continuó su gira como solista y como cantante de apoyo para los Chi-Lites, Tyrone Davis y otros artistas. En 1980, hizo algunas grabaciones para la etiqueta Chi-Sound de Carl Davis y contribuyó como vocalista del álbum de Otis Clay The Gospel Truth (1993) y más tarde vivió en Omaha, Nebraska.